# Ammiraglio della flotta (Stati Uniti)
Ammiraglio della flotta (in inglese: Fleet admiral; in abbreviato: FADM) è il grado più alto della US Navy equiparato ai vari gradi "OF-10" delle forze militari aderenti alla NATO secondo la standardizzazione STANAG, immediatamente superiore ad ammiraglio ed equivalente nelle forze armate americane al General of the Army e al General of the Air Force. Sebbene il grado sia in vigore, nessun ufficiale della Marina degli Stati Uniti lo detiene attualmente. Il grado è stato istituito nel 1944 nel corso della seconda guerra mondiale

## Storia

### Admiral of the Navy
Precedentemente per la US Navy era stato istituito il grado di Admiral of the Navy per George Dewey, in riconoscimento della sua vittoria nella baia di Manila nel 1898.
L'atto del Congresso stabiliva anche che alla morte di Dewey, il grado avrebbe cessato di esistere. Dewey morì il 16 gennaio 1917, ponendo fine all'uso del grado da parte della US Navy.

### Seconda guerra mondiale
Nel 1944 venne istituito il grado di "Fleet Admiral"  equiparato al General of the Army dell'esercito americano.
Nell'istituire il grado il Dipartimento della Marina ha specificato che "il grado di ammiraglio della flotta della Marina degli Stati Uniti sarebbe stato considerato il grado più alto della Marina degli Stati Uniti", e per tale motivo l'ammiraglio della flotta fu visto come un grado a sei stelle ed equiparato al grado di Admiral of the Navy.
Mentre il Congresso stava cercando di istituire il grado di ammiraglio della flotta nel 1944, la US Navy voleva ristabilire il grado di Admiral of the Navy come equivalente al General of the Armies, ma questo non poteva essere fatto legalmente senza un atto del Congresso. Il capo del personale navale della US Navy, viceammiraglio Randall Jacobs, testimoniò davanti alla commissione per gli affari navali della Camera dei rappresentanti, raccomandando che il nuovo grado fosse reso equivalente al General of the Armies, ma un precedente il disegno di legge presentato per il suo ripristino il 25 febbraio 1944 non era stato convertito in legge. Il Congresso ha istituito il 14 dicembre 1944 il grado di ammiraglio della flotta, senza ristabilire il grado di ammiraglio della Marina e quando vennero nominati quattro ammiragli della flotta a cinque stelle il Dipartimento della Marina precisò che la nuova versione del grado di ammiraglio istituita era inferiore al grado di ammiraglio della marina, ma essendo George Dewey, l'unici ad essere stato insignito del titolo di Admiral of the Navy, morto da quasi trent'anni, nessun confronto tra il suo grado e quello di ammiraglio della flotta venne fatto fino al 1945. Durante i preparativi per l'invasione del Giappone il Dipartimento della Marina sollevò la proposta di nominare Chester Nimitz Admiral of the Navy, o di concedergli un grado equivalente se l'esercito avesse preso la decisione di promuovere Douglas MacArthur al grado di General of the Armies.
La proposta venne però abbandonata in seguito alla resa del Giappone.
Ad ottenere il conferimento di tale grado sono stati i seguenti ammiragli:
| Immagine | Nome                           | Data di nomina   |
| -------- | ------------------------------ | ---------------- |
|          | William D. Leahy (1875–1959)   | 15 dicembre 1944 |
|          | Ernest King (1878–1956)        | 17 dicembre 1944 |
|          | Chester W. Nimitz (1885–1966)  | 19 dicembre 1944 |
|          | William Halsey Jr. (1882–1959) | 11 dicembre 1945 |

La nomina ad ammiraglio della flotta di William Halsey è stata a lungo in ballottaggio con l'ammiraglio Raymond A. Spruance e la scelta tra Spruance e Halsey fu una questione che occupò diversi mesi di riflessione, prima che l'ammiraglio King alla fine scegliesse Halsey. La scelta presumibilmente cadde su Halsey in quanto Carl Vinson, presidente del'House Armed Services Committee della Camera dei rappresentanti per il Partito Democratico era un forte sostenitore di Halsey.

### Dopoguerra
Il primo ammiraglio della flotta a lasciare il servizio attivo fu Ernest King che si ritirò subito dopo la conclusione della seconda guerra mondiale. Chester Nimitz e William Halsey si ritirarono entrambi due anni dopo, mentre William Leahy fu l'ultimo ammiraglio della flotta a lasciare il servizio attivo nel 1949 e tre di loro morirono alla fine degli anni cinquanta; Chester Nimitz, l'unico sopravvissuto fino agli anni sessanta è morto nel 1966 e da allora nessun ufficiale della US Navy ha ricevuto la nomina ad ammiraglio della flotta.
Il grado di Admiral of the Navy in quanto tale, ha continuato a cessare di esistere. Nel 1955, la US Navy concluse che il grado era onorario. Mentre molti erano convinti che fosse equivalente al generale degli eserciti, la US Navy modificò i suoi regolamenti per stabilire il grado di ammiraglio della flotta come il suo grado più alto raggiungibile.